# مساقاة
المساقاة في اللغة: من السقي مع الدلالة على المشاركة فيه، وفي فقه المعاملات هي معاملة على تعهد شجر بجزء من ثمرته، من السقي الذي هو أهم أعمالها، وصورة المساقاة بالمعنى الفقهي: عمل العامل في أرض شجر نخل وما في حكمه بالسقي والتعهد مقابل الحصول على قدر معلوم من الثمر، وأركان المساقاة ستة: عاقدان وهما: العامل والمالك، ومورد وعمل وثمر وصيغة وهي: الإيجاب والقبول.

## تعريف المساقاة
المساقاة بالمعنى اللغوي: مفاعلة ومشاركة في السقي أي: الري للأرض المزروعة، وفي اصطلاح علماء فروع الفقه هي معاملة بـعقد شرعي بين متعاقدين أحدهما: العامل في الأرض بالسقي وتعهد الأشجار والقيام بها، وثانيهما: مالك الأرض المزروعة، وعمل العامل على تعهد الشجر وسقيها، ويكون العمل مقابل جزء من ثمرها يتم الاتفاق عليه بين العامل والمالك، بأن يتفقا مثلا على نصف الثمر أو ربعه أو ثلثه أو غير ذلك حسب الاتفاق، ويشترط في عقد المساقاة إيجاب وقبول لفظا من القادر على النطق بأن يقول المالك ساقيتك على هذه الأرض بالعمل على أن يكون لك من الثمر قدر كذا، ويقول العامل قبلت ذلك، ويأذن له المالك بالعمل ويسلمه الأرض ليعمل عليها، ولا يحدد في العقد مدة العمل، بل يكون الوقت مرتبطا بحصول الثمر، فيعمل العامل خلال فترة من السنة ولا يستحق إلا القدر المتفق عليه من الثمر بعد حصوله.

## عمل المساقاة
عمل المساقاة يكون في تعهد الشجر وسقيها ورعايتها، وهي من السقي الذي هو أهم أعمالها، فالمساقاة بالمعنى الشرعي يقصد بها: عمل العامل على شجر نخل وما في حكمه بالسقي والتعهد مقابل الحصول على قدر معلوم من الثمر، ولا يلزم عامل المساقاة إلا العمل على الشجر، ولا يلزمه بذل مؤنة لشراء معدات أو أدوات أو غيرها؛ لأن مهمته هي العمل، وهناك قاعدة فقهية تقول: كل ما يعود بالنفع على الأرض؛ فهو على المالك، وكل ما يعود بالنفع على الشجر فهو على العامل.

### حق عامل المساقاة
يستحق العامل في المساقاة القدر المتفق عليه بينه وبين مالك الأرض، وهو بعض ما يخرج من الثمر، ولا بد من تحديده بجزء كنصف أو ربع أو نحو ذلك من الثمر الذي يخرج من الشجر التي عمل عليها. وحق العامل متعلق بالثمر بعد حصوله سواء كان قليلا أو كثير. والحاجة تدعو إلى ذلك، بخلاف الأجرة فهي حق متعلق بالعمل، ولا علاقة للأجرة بفوائد العمل، أما حق عامل المساقاة فيختلف حكمه عن حق العامل بالأجرة من حيث أن حق عامل المساقاة يتطلب جهدا وعملا حتى يحصل عليه على الوجه الأفضل، فالجزء المحدد له من الثمر كالنصف أو الربع مثلا: يزداد بزيادة الجهد، وهذا يدفعه إلى الاهتمام بالعمل ليحصل على حظ أوفر، والمالك قد يتضرر بدفع الأجرة، كما أن العامل على الأرض بالأجرة قد لا يؤدي العمل على الوجه الأفضل، وهذا يستلزم أن يكون المالك هو الذي يتحمل عبئ الاهتمام بالعمل ومتابعته إن كان العمل بالأجرة، أما في عمل المساقاة فالمالك قد ألقى عبئ الاهتمام بالعمل على عاتق العامل.

## مشروعية المساقاة
المساقاة عند الحنفية كالمزارعة حكماً وخلافاً وشروطاً ممكنة فيها، فلا تجوز عند أبي حنيفة وزفر، فالمساقاة بجزء من الثمر باطلة عندهما، لأنها استئجار ببعض الخارج، وهو منهي عنه. قال عليه الصلاة والسلام: ((من كانت له أرض، فليزرعها، ولا يكريها بثلث ولا بربع ولا بطعام مسمى)).
وقال الصاحبان وجمهور العلماء (منهم مالك والشافعي وأحمد): تجوز المساقاة بشروط، استدلالاً بمعاملة النبي ﷺ أهل خيبر، روي عن ابن عمر: ((أن رسول الله ﷺ عامل أهل خيبر بشطر ما يخرج من ثمر أو زرع))، ولحاجة الناس إليها؛ لأن مالك الأشجار قد لا يحسن تعهدها، أو لا يتفرغ له، ومن يحسن ويتفرغ قد لا يملك الأشجار، فيحتاج الأول للعامل، ويحتاج العامل للعمل.
والفتوى عند الحنفية على قول الصاحبين، لعمل النبي ﷺ وأزواجه والخلفاء الراشدين وأهل المدينة، وإجماع الصحابة على إباحة المساقاة. قال ابن جُزَي المالكي: وهي جائزة مستثناة من أصلين ممنوعين، وهما الإجارة المجهولة، وبيع ما لم يخلق.

## موردها المشروع
- مورد المساقاة عند الحنفية:[7] الشجر المثمر، فتصح المساقاة في النخل والشجر والكرم والرطاب (الفصة أو البرسيم) وأصول الباذنجان؛ لأن الجواز للحاجة وهي تعم الجميع، وأجاز متأخرو الحنفية المعاملة على الشجر غير المثمر، كشجر الحور والصفصاف، والشجر المتخذ للحطب، لاحتياجه إلى السقي والحفظ، فلو لم يحتج لا تجوز المساقاة.
- ومورد المساقاة عند المالكية:[8] على الزروع كالحمص والفاصولياء، وعلى الأشجار المثمرة ذات الأصول الثابتة، مثل كرم العنب والنخيل والتفاح والرمان ونحوها بشرطين:

- أن تعقد المساقاة قبل بدو صلاح الثمرة، وجواز بيعها، وبشرط ألا يخلف، فإن كان يخلف كالموز والتين، فلا تصح فيه مساقاة إلا تبعاً لغيره.
- أن تعقد إلى أجل معلوم، ولو لسنين، وتكره فيما طال من السنين. ولا تجوز المساقاة لمدة من السنين الكثيرة جداً، وهي المدة التي تتغير فيها الأصول عادة بحسب اختلاف الأشجار والأمكنة، لما في ذلك من الضرر قياساً على الإجارة، كما لا تجوز إذا اختلف الجزء المساقى به المجعول للعامل في السنين، بأن كان في سنة يخالف غيره في أخرى.
- والمساقاة عند الحنابلة:[9] ترد على الأشجار المثمرة المأكولة فقط، فلا تصح في الشجر غير المثمر، كالصفصاف والحور والعفص ونحوه، والورد ونحوه.
- وقال الشافعية في المذهب الجديد:[10] مورد المساقاة النخل والعنب فقط.

## شروط المساقاة
يشترط في المساقاة ما يمكن من شروط المزارعة، فلا يشترط في المساقاة بيان جنس البذر، وبيان صاحبه، وصلاحية الأرض للزراعة، وبيان المدة.
وبقي من شروط المزارعة الثمانية الممكنة في المساقاة.:
1 - أهلية العاقدين: بأن يكونا عاقلين، فلا يجوز عقد من لا يعقل، وهو غير المميز. أما البلوغ فليس بشرط عند الحنفية، وشرط عند بقية الأئمة.
2 - محل العقد: أن يكون من الشجر الذي فيه ثمرة. وقد بينت في بحث مورد المساقاة الخلاف فيه. وأن يكون محل العمل وهو الشجر معلوماً.
3 - التسليم إلى العامل: وهو التخلية بين العامل وبين الشجر المعقود عليه. فلو شرط العمل على العاقدين، فسدت المساقاة، لعدم التخلية.
4 - أن يكون الناتج شركة بين الاثنين، وأن تكون حصة كل واحد منهما جزءاً مشاعاً معلوم القدر، فلو شرط أن يكون الناتج لأحدهما فسدت المساقاة، ولو شرط جزء معين لأحدهما، أو جهل مقدار الحصص فسدت المساقاة أيضاً.

## أركان المساقاة عند الجمهور
1- العاقدان: فيصح من جائز التصرف لنفسه (عاقل بالغ)؛ لأن المساقاة عقد معاوضة أو معاملة على مال، كالمضاربة، فيطلب فيها الأهلية كالبيع. ويمارس الولي عن الصبي والمجنون والسفيه هذا العقد، بالولاية عليهم، عند المصلحة، للاحتياج إليه.
2- مورد المساقاة: أي ما ترد صيغة عقد المساقاة عليه. هو عند الشافعية: النخل والعنب، وعند الحنابلة: ما له ثمر مأكول من الشجر، المغروس المعلوم بالمشاهدة لمن يعمل عليه، ولا تجوز المساقاة إلا على شجر معلوم، فإن كان مجهولاً، لم يصح العقد.
3- الثمار: يشترط فيه تخصيص الثمر بالعاقدين (المالك والعامل)، فلا يجوز شرط بعضه لغيرهما. ويشترط اشتراكهما فيه، فلا يجوز شرط كل الثمرة لأحدهما، ويشترط العلم بالنصيبين (الحصص) بالجزئية، وإن قل، أي كون الحصة مشاعة كالمضاربة.
والأظهر عند الشافعية، وهو مذهب الحنابلة: صحة المساقاة بعد ظهور الثمر، لكن قبل بدو الصلاح، فإن ساقاه على صغار النخل مثلاً ليغرسها، ويكون الشجر لهما، لم يجز، إذ لم ترد المساقاة إلا على أصل ثابت، ولأن الغرس ليس من أعمال المساقاة.
فلو كان الشجر مغروساً، فإن قدر له مدة يثمر فيها غالباً كخمس سنين، صح العقد. فإن لم يثم
ر الشجر في تلك المدة، لم يستحق العامل شيئاً.
4-ـ العمل: يشترط فيه أن ينفرد العامل بالعمل.
5- الصيغة: مثل ساقيتك على هذا النخل بثلث أو ربع ثمره، أو سلمته إليك لتتعهده، أو اعمل في نخيلي أو تعهد نخيلي بكذا من ثمره. وقال الحنابلة: لا تفتقر المساقاة (ومثلها المزارعة) إلى القبول لفظاً، بل يكفي الشروع في العمل قبولاً كالوكالة، كما تقدم في بحث صيغة المزارعة.

## الفرق بين المساقاة والمزارعة
قال الحنفية: المساقاة كالمزارعة إلا في أربعة أمور:
1 - إذا امتنع أحد العاقدين في المساقاة عن تنفيذ العقد، يجبر عليه، إذ لا ضرر عليه في بقاء العقد، بخلاف المزارعة، فإن رب البذر إذا امتنع قبل الإلقاء، لا يجبر عليه، للضرر اللاحق به في الاستمرار، ولأن المساقاة عقد لازم عند الجمهور غير الحنابلة. وأما المزارعة فلا تلزم المتعاقدين إلا بإلقاء البذر. وقال الحنابلة: الوكالة والمضاربة والمساقاة والمزارعة والوديعة والجعالة: عقود جائزة من الطرفين، لكل فسخها.
2 - إذا انقضت مدة المساقاة تترك، أي يستمر العقد بلا أجر، فللعامل البقاء في عمله إلى انتهاء الثمرة، لكن بلا أجر عليه. أما في المزارعة فيستمر العامل بأجر مثل نصيبه من الأرض؛ لأن الأرض يجوز استئجارها، والعمل عليها، بحسب الملك في الزرع، فيكون العمل على العامل وعلى صاحب الأرض.
3 - إذا استحق النخيل المثمر لغير رب الأرض، يرجع العامل بأجر مثله؛ لأن أجرته صارت عيناً أي تمثلت بجزء من الشجر، ومتى صارت عيناً واستحقت، رجع بقيمة المنافع. ولا يرجع بشيء إذا لم تخرج النخيل ثمراً. أما في المزارعة: لو استحقت الأرض بعد الزراعة، فيرجع العامل بقيمة حصته من الزرع نابتاً، ولو استحقت الأرض بعد العمل قبل الزراعة لا شيء للمزارع.
4 - ليس بيان المدة في المساقاة بشرط استحساناً، اكتفاء بعلم وقتها عادة؛ لأن لإدراك الثمرة وقتاً معلوماً قلما يتفاوت، بخلاف الزرع، قد يتقدم الحصاد، وقد يتأخر بحسب التبكير أو التأخر في إلقاء البذر.
أما في المزارعة فيشترط تعيين المدة في أصل المذهب، لكن المفتى به ـ كما تقدم ـ أنه لا يشترط.
وتعتبر المساقاة والمزارعة عند الحنفية والشافعية إجارة ابتداء، شركة انتهاء. وألحق الحنابلة المساقاة بالمضاربة.

## أحكام المساقاة الصحيحة والفاسدة
```
إذا استكملت المساقاة شرائطها، كانت صحيحة، وإذا اختل شرط منها كانت فاسدة.
```

### أحكام المساقاة الصحيحة
أحكامها عند الحنفية ما يأتي:
1 - كل ما كان من أعمال المساقاة التي يحتاج إليها الشجر وحقل العنب والرِّطاب وأصول الباذنجان، من السقي وإصلاح النهر، والحفظ والتلقيح، فعلى العامل، لأنها من توابع المعقود عليه.
وكل ما يحتاجه الشجر ونحوه من النفقة كالسرقين وتقليب الأرض، والجذاذ والقطاف، فعلى العاقدين على قدر نصيبهما، لأن العقد لم يشمله.
2 - أن يكون الخارج بين الطرفين على الشرط المتفق عليه.
3 - إذا لم يخرج الشجر شيئاً، فلا شيء لواحد منهما على الآخر.
4 - العقد لازم للجانبين، فلا يملك أحدهما الامتناع عن التنفيذ، أو الفسخ من غير رضا صاحبه، إلا لعذر، بخلاف المزارعة، فإنها غير لازمة في جانب صاحب البذر عند الحنفية.
5 - لصاحب الأرض إجبار العامل على العمل إلا لعذر.
6 - تجوز الزيادة على الشرط والحط منه، على وفق القاعدة المقررة في المزارعة وهي: كل موضع احتمل إنشاء العقد، احتمل الزيادة، وإلا فلا، والحط جائز في الموضعين. فما لم يتناه عظم الثمرة في النخيل مثلاً، تجوز الزيادة من كلا الطرفين، لأن إنشاء العقد في هذه الحالة جائز. ولو تناهى عظم الثمرة، جازت الزيادة من العامل لصاحب الأرض، ولا تجوز الزيادة من صاحب الأرض للعامل؛ لأن زيادة العامل حط من الأجرة، ولا يشترط فيه احتمال إنشاء العقد، وأما زيادة صاحب الأرض فهي زيادة في الأجرة، والمحل لا يحتمل الزيادة.
7 - لا يملك العامل مساقاة غيره، إلا إذا فوض له صاحب الأرض. فلو خالف العامل، فعامل غيره على الشجر، كانت الثمرة لصاحب الشجر، ولا أجر للعامل الأول، وللعامل الثاني أجر مثل عمله على العامل الأول.
ويتفق الشافعية والحنابلة مع المالكية في تحديد الملزم بالعمل، وحق العامل، فقالوا في العمل: كل مايتكرر كل عام فهو على العامل، وما لا يتكرر فهو على رب المال. وبه يتبين أن الجذاذ (القطاف) على العامل عند المالكية والشافعية والحنابلة، وعلى المالك والعامل بقدر نصيبهما عند الحنفية.
وقال الحنابلة: إن هرب العامل، فلرب المال الفسخ؛ لأن المساقاة عقد جائز غير لازم.

### أحكام المساقاة الفاسدة
أ- تفسد المساقاة باختلال شرط من شرائطها المطلوبة شرعاً. وأهم حالات الفساد عند الحنفية ما يأتي:
1 - اشتراط كون الناتج كله لأحد العاقدين، لعدم توافر معنى الشركة به.
2 - شرط كون جزء معين من الثمرة لأحد العاقدين، كنصف قنطار عنب أو تمر، أو شرط جزء محدد من غير الثمرة، كمبلغ نقدي؛ لأن المساقاة شركة في الثمرة فقط.
3 - شرط مشاركة المالك في العمل، إذ لا بد من التخلية بين العامل والعمل في الشجر، ومهمة العامل الأصلية في هذا العقد هي العمل.
4 - اشتراط الجذاذ أو القطاف على العامل؛ لأنه ليس من المساقاة في شيء عندهم، ولعدم التعامل به بين الناس؛ لأن الأصل: كل ما كان من عمل قبل الإدراك كسقي وتلقيح وحفظ فعلى العامل، وما بعده كجذاذ وحفظ، فعلى العاقدين.
5 - شرط كون الحمل والحفظ بعد القسمة على العامل؛ لأنه ليس من أعمال المساقاة.
6 - اشتراط عمل تبقى منفعته على العامل بعد انقضاء مدة المساقاة، كغرس الأشجار، وتقليب الأرض، ونصب العرايش، ونحوه؛ لأنه لا يقتضيه العقد، ولا من أعمال المساقاة.
7 - الاتفاق على مدة لا يحصل فيها الإثمار عادة.
8 - المساقاة مع الشريك، كأن يكون بستان مشترك بين اثنين مناصفة، فيدفعه أحدهما للآخر مساقاة.
وأجاز الشافعية العقد إذا شرط للعامل زيادة على حصته، أي أن الشافعية والحنابلة يجيزون هذه الصورة، وهي حالة الاتفاق على زيادة حصة العامل مقابل عمله.
ب- ويترتب على فساد المساقاة عند الحنفية الأحكام التالية:
1 - لا يجبر العامل على العمل؛ لأن الجبر على العمل بحكم العقد، وهو لم يصح.
2 - الخارج كله لصاحب الشجر، لكونه نماء ملكه، وأما العامل فلا يأخذ منه شيئاً؛ لأن استحقاقه بالشرط في العقد، ولم يصح.
3 - وإذا فسدت المساقاة، فللعامل أجر مثله، كالإجارة الفاسدة.
4 - يجب أجر المثل عند أبي يوسف في حال الفساد مقدراً بالمسمى، لايتجاوز عنه. وعند محمد: يجب أجر المثل تاماً بالغاً ما بلغ.

## انتهاء المساقاة
تنقضي المساقاة عند الحنفية كالمزارعة بأحد أمور ثلاثة:
1- انتهاء المدة المتفق عليها.
2- موت أحد المتعاقدين.
3- فسخ العقد إما بالإقالة صراحة أو بالأعذار، كما تفسخ الإجارة.
- ومن الأعذار: أن يكون العامل سارقاً معروفاً بالسرقة يخاف منه سرقة الثمر أو الأغصان قبل الإدراك؛ لأنه يلزم صاحب الأرض ضرر لم يلتزمه، فيفسخ به.
ومن الأعذار أيضاً: مرض العامل إذا كان يضعفه عن العمل؛ لأن في إلزامه استئجار أجراء، زيادة ضرر عليه، ولم يلتزمه فيجعل عذراً.
وقال الشافعية.: لا تنفسخ المساقاة بالأعذار، فلو ثبتت خيانة عامل مثلاً، ضم إليه مشرف إلى أن يتم العمل؛ لأن العمل واجب عليه. فإن لم يتحفظ عن الخيانة بالمشرف، أزيلت يده بالكلية، واستؤجر عليه من مال العامل من يتم العمل، لتعذر استيفاء العمل الواجب عليه منه.
- وتنتهي المساقاة عند الشافعية بانقضاء المدة، فإذا انقضت المدة كعشر سنين مثلاً، ثم ظهرت ثمرة السنة العاشرة لم يكن للعامل فيها حق؛ لأنها ثمرة حدثت بعد انقضاء العقد.

وإذا ظهرت الثمرة، ولم تكتمل، قبل انقضاء المدة كأن صارت طَلْعاً أو بلحاً، تعلق بها حق العامل؛ لأنها حدثت قبل انقضاء المدة، ويجب على العامل تمام العمل.
- وقال الحنابلة:[26]

ولا تنفسخ المساقاة بموت العامل، فإن مات العامل قام وارثه مقامه في الملك والعمل؛ لأنه حق ثبت للمورث وعليه، فكان لوارثه.
فإن أبى الوارث أن يأخذ ويعمل، لم يجبر، ويستأجر الحاكم من التركة من يعمل، فإن لم تكن له تركة، أو تعذر الاستئجار منها، بيع من نصيب العامل ما يحتاج إليه لتكميل العمل واستؤجر من يعمله.